# Мадона ди Кампања ди Кордовадо (Порденоне)
Мадона ди Кампања ди Кордовадо је насеље у Италији у округу Порденоне, региону Фурланија-Јулијска крајина.
Према процени из 2011. у насељу је живело 44 становника. Насеље се налази на надморској висини од 15 м.